# Эрдэнэт (спорткомплекс)
Erdenet Sports Centre (монг. Эрдэнэт спорт төв, Эрдэнэт спорт ордон — Спортивный центр «Эрдэнэт»), полное название «Спортивный центр совместного монголо-российского предприятия Эрдэнэт» (монг. Монгол-оросын хамтарсан Эрдэнэт уйлдвэр спорт цогцолбор) — многофункциональный стадион в городе Эрдэнэт, Монголия. В настоящее время используется преимущественно для проведения футбольных матчей и как домашняя площадка клубов «Хангарьд» и «Эрденет-Нинж» из Эрдэнэта.

## Основные данные
Поле стадиона имеет длину 105 метров и ширину 68 метров, также как и у Национального стадиона Монголии. Вместимость трибун 2 000 человек. Поле имеет искусственное покрытие. Стадион был построен во время Монгольской Народной республики, отреставрирован и перестроен в 2000 году и заново открыт в 2003 году. Стадион и комбинат Эрдэнэт строился по советской технологии с помощью советских специалистов.
До 1990 года спортивный центр назывался Олимпийский стадион «Эрдэнэт». Стадион располагается в юго-западной части Эрдэнэта, недалеко от него находится парк развлечений с колесом обозрения и горнолыжный курорт. Раньше рядом со стадионом располагался небольшой футбольный стадион, в связи с перестройкой стадиона был уничтожен. «Эрдэнэт» является вторым по вместимости и самым современным стадионом Монголии.
Стадион оснащён только одной трибуной в своей левой части. Рядом со стадионом расположена дополнительная спортивная площадка. Над входом в стадион располагается надпись Sport Altius Fortius Citius.

## Основные подразделения
Комплекс состоит из нескольких подразделений: Плавательный бассейн «Хилэм» (вместимость 45 человек), Большой спортивный зал, стадион «Хангарьд» (вместимость 2000 человек), лыжная база «Сархиа» (способна обслуживать 300 человек в час), каток для хоккея, корты для лёгкой атлетики, тенниса, залы для борьбы, бокса, дзюдо, гимнастики, настольного тенниса, бодибилдинга, шахмат, тяжёлой атлетики, бильярда, гостиница, сауна, сауна, клинический и контрольный кабинет, химико бактериологическая лаборатория, соответствующие международному стандарту. Владельцем комплекса является предприятие Эрденет.
Более 3000 человек занимаются в 25 видах спорта и участвуют в местных, региональных и международных турнирах в комплексе. Спортсмены, занимавшиеся в комплексе завоевали в общем числе 2500 медалей. В спорткомплексе воспитывались 2 заслуженных тренера, 3 заслуженных спортсмена, 18 мастеров международного класса и 81 мастер спорта.